# Herb Człuchowa
Herb Człuchowa – jeden z symboli miasta Człuchów w postaci herbu.

## Wygląd i symbolika
Herb przedstawia na czerwonej tarczy białą głowę wołu ze złotymi rogami w profilu, skierowaną w heraldycznie lewą stronę.
Herb wywodzi się od historycznego herbu Ziemi Człuchowskiej, którą w średniowieczu stanowiła Kommenda Krzyżacka w Człuchowie.

## Historia
Wizerunek głowy wołu widniał na pieczęci miejskiej z XIV wieku. Na początku lat dziewięćdziesiątych, radni miejscy uchwalili herb, który był ozdobionym otwartym wieńcem ze stylizowanych kłosów zbóż. Nie spełniał on jednak zasad heraldycznych, więc pod koniec 2007 roku przyjęto projekt Tadeusza Matwijewicza nawiązujący do tradycji herbów Ziemi Człuchowskiej.